# Mistrzostwa Świata w Piłce Ręcznej Kobiet 2031
Ten artykuł dotyczy przyszłego wydarzenia sportowego. Informacje w nim zawarte zmienią się w przyszłości.
Mistrzostwa Świata w Piłce Ręcznej Kobiet 2031 – trzydzieste mistrzostwa świata w piłce ręcznej kobiet, oficjalny międzynarodowy turniej organizowany przez IHF mający na celu wyłonienie najlepszej żeńskiej reprezentacji narodowej w piłce ręcznej na świecie, które odbędą się w Czechach i Polsce w grudniu 2031 roku.

## Wybór organizatora
W kwietniu 2023 roku Międzynarodowa Federacja Piłki Ręcznej ogłosiła terminarz wyłaniania gospodarza tych mistrzostw – kandydatury wraz z potwierdzeniem spełniania warunków formalnych miały być przesyłane do 30 czerwca 2023 roku, zaś ostateczny termin składania oficjalnych aplikacji upływał 30 września tego roku. Decyzja o przyznaniu praw do organizacji turnieju miała zostać podjęta na spotkaniu Rady IHF 16 kwietnia 2024 roku, a zaakceptowany list intencyjny złożyły Czechy wraz z Polską. Zadecydowano wówczas o przyznaniu organizacji mistrzostw kandydaturze czesko-polskiej.
Polska była już współgospodarzem turniejów rangi mistrzowskiej mężczyzn w 2023; Czechy jako niepodległe państwo nie organizowały takich zawodów, jednak w ramach Czechosłowacji odbyły się trzy edycje światowych czempionatów – jedna żeńska i dwie męskie.